# Ángel Llanos
Ángel Llanos Castro (Santa Cruz de Tenerife, 12 de octubre de 1970) español

## Partido Popular
Afiliado al Partido Popular desde 2000 ha ocupado distintos cargos orgánicos en la organización insular en Tenerife (Canarias), entre los que destacan: coordinador de la Comisión Insular de Deportes, vicesecretario insular de Organización (primero con Guillermo Guigou y posteriormente con Cristina Tavío Ascanio), secretario general del PP de Tenerife, y vicesecretario de Organización del PP de Canarias.  
Entre sus hitos como gestor político en el ámbito del propio Partido Popular resulta reseñables la presidencia del Comité Organizador del XI Congreso Regional del PP de Canarias (noviembre, 2004) y la coordinación general de la Campaña Electoral en Tenerife de las Elecciones Locales de 2003. En 2005 publicó su primer libro: "Primer Lustro", cuyo prólogo está escrito por Mariano Rajoy, José Manuel Soria y Cristina Tavío Ascanio; y en 2007 publicó su segunda obra: "Luces y sombras", con prólogo de Jaime Mayor Oreja y Ricardo Melchior Navarro, así como epílogo de Jaime Pérez Llombet.
En 2008 se presentó a la Presidencia Insular del Partido Popular en Tenerife, durante su 6.º Congreso Insular, obteniendo el respaldo de 1/3 de los compromisarios, y siendo elegida presidenta su contrincante (Cristina Tavío Ascanio).

## Cabildo de Tenerife
En 2003 fue elegido portavoz del Partido Popular en el Cabildo Insular de Tenerife, cargo que desempeñó hasta 2007, y gracias al pacto de gobierno que el PP firmó con Coalición Canaria, también ocupó durante esos cuatro años la Consejería de Relaciones Institucionales bajo la Presidencia de Ricardo Melchior, responsabilizándose de las relaciones del Gobierno de la Isla con el Estado y la Unión Europea, así como de la políticas en materia de seguridad ciudadana, grandes infraestructuras y proyectos europeos.

## Ayuntamiento de Santa Cruz de Tenerife
En 2007 el PP le designó candidato a alcalde de Santa Cruz de Tenerife. Su candidatura logró seis concejales, uno más de los obtenidos cuatro años antes por Cristina Tavío Ascanio, firmando un pacto de gobierno con Coalición Canaria para mantener en la Alcaldía a Miguel Zerolo (Coalición Canaria).
Desde las elecciones locales de 2007 es portavoz del Partido Popular, Primer Teniente de Alcalde y concejal de Economía y Hacienda del Ayuntamiento de Santa Cruz de Tenerife. Ostentó las funciones de gestión de la empresa pública Sociedad de Desarrollo Local de Santa Cruz de Tenerife, S.A.U. hasta que el alcalde Miguel Zerolo, ante el crecimiento de la popularidad de Ángel Llanos, decidió incorporar a otros dos partidos más al grupo de Gobierno (CCN y Ciudadanos de Santa Cruz), pasando la Sociedad de Desarrollo a estar dirigida por Ángel Isidro Guimerá, y añadiendo Llanos las competencias en materia de Recursos Humanos a las de Hacienda y Economía. Bajo su liderazgo, los concejales del Partido Popular gestionaron las áreas de Empleo, Turismo, Comercio y Patrimonio histórico, la presidencia de los distritos de Anaga y Centro-Colinas y los Organismos Autónomos de Deportes y Fiestas y Actividades Recreativas, así como la representación de la ciudad en el Consejo de Administración de la Autoridad Portuaria de Santa Cruz de Tenerife y la Vicepresidencia de Mercatenerife. Ante su crecimiento electoral, poniendo en riesgo la Alcaldía de la capital tinerfeña que había estado en manos nacionalistas durante toda la democracia, el 28 de julio de 2009 es cesado por Zerolo, quien intenta mantener el pacto de gobierno con el PP, aunque los concejales populares renunciaron a sus competencias., rompiendo el pacto. El grupo Municipal del PP pasó a la oposición.
En febrero de 2010 se reedita el pacto entre CC-PNC y PP, asumiendo el cargo de Concejal de Recursos Humanos y Consumo, cargo del que es cesado por el alcalde Zerolo en agosto de 2010, a petición de Cristina Tavío a fin de que ésta tuviera el camino libre para ser la candidata a la Alcaldía en 2011, como así fue.

## Predecesores y sucesores
| Predecesor: Benito Codina Casals   | Portavoz del Grupo Popular en el Cabildo de Tenerife 2004 – 2007                       | Sucesor: Antonio Alarcó Hernández         |
| Predecesor: Vicenta Díaz Sáez      | Secretario General del Partido Popular de Tenerife 2004 – 2007                         | Sucesor: Candelaria de la Rosa Pulido     |
| Predecesor: Manuel Parejo Afonso   | Concejal de Economía y Hacienda del Ayuntamiento de Santa Cruz de Tenerife 2007 – 2009 | Sucesor: José Alberto Díaz-Estébanez      |
| Predecesor: Emilio Atiénzar Armas  | Primer Teniente de Alcalde de Santa Cruz de Tenerife 2007 – 2009                       | Sucesor: Manuel Parejo Afonso             |
| Predecesor: Cristina Tavío Ascanio | Portavoz del Grupo Popular en el Ayuntamiento de Santa Cruz de Tenerife 2007 – 2009    | Sucesor: Maribel Oñate                    |
| Predecesor: Larry Álvarez          | Vicesecretario regional de Organización del Partido Popular de Canarias 2008 – 2009    | Sucesor: María del Carmen Hernández Bento |